# Marii Hasegawa
Marii Hasegawa, née le 17 septembre 1918 à Hiroshima au Japon) et morte le 1er juillet 2012 à South Hadley aux États-Unis, est une pacifiste nippo-américaine.

## Biographie
Née au Japon, Marii Hasegawa déménage avec sa famille aux États-Unis en 1919, après que son père, un prêtre bouddhiste, ait été désigné pour s'occuper des bouddhistes de Californie. En 1938, est obtient un diplôme en économie à l'université de Californie à Berkeley.
En 1942, elle est internée avec sa famille dans un camp par le gouvernement des États-Unis. Elle est libérée en 1945 et déménage à Philadelphie.
Elle commence à travailler avec la Ligue internationale des femmes pour la paix et la liberté (LIFPL), une organisation non gouvernementale qui s'était fermement opposée à l'internement des Nippo-Américains. Elle occupe divers postes au sein de la LIFPL pendant les cinquante années suivantes, notamment celui de présidente de son comité d'adhésion de 1960 à 1965, de consultante des comités de 1965 à 1968 et de présidente de la section américaine de 1971 à 1975. Elle œuvre notamment pendant la guerre du Vietnam, organisant des manifestations contre le conflit et a conduisant une délégation de paix au Nord Vietnam.
En 1996, elle reçoit le prix Niwano de la paix. En 2001, elle déménage à South Hadley (Massachusetts), où elle continue de travailler activement pour la paix et la coopération inter-religieuse jusqu'à sa mort, le 1er juillet 2012.

## Sources
- (en) Cet article est partiellement ou en totalité issu de l’article de Wikipédia en anglais intitulé « Marii Hasegawa » (voir la liste des auteurs).